# Аспрониси (Тира)
Аспрони́си (греч. Ασπρονήσι) — необитаемый остров в Греции, в Эгейском море, самый маленький в группе островов Тира. Входит в сообщество Тира в общине (диме) Тира в периферийной единице Тира в периферии Южные Эгейские острова.
Аспрониси — один из трех островов (наряду с Тирой и Тирасией), образовавшихся около 1627 года до н. э. в результате извержения вулкана Санторина. Остров необитаем, не имеет пристани, его организованное посещение туристами невозможно.